# 田口富久治
田口富久治（日语：／ Taguchi Fukuji */?，1931年1月11日—2022年5月23日），男，秋田县人，日本政治学者，名古屋大学名誉教授。知名于从马克思主义立场剖析政治学问题。

## 生平
1931年生于秋田市。1953年毕业于东京大学法学部，留校任助教。1956年进入明治大学政治经济学部工作。历任讲师、助教授，1966年晋升教授。1969年赴英国谢菲尔德大学交流学习。1970年以论文《社会集团的政治机能》获名古屋大学法学博士学位。1975年受聘为名古屋大学教授。1988年至1994年，担任日本学术会议会员。1994年4月至2001年3月，担任立命馆大学政策科学部教授。2022年5月23日逝世。

## 中文译本
- 田口富久治等. . 由耿小曼翻译 政治体制改革研究丛书. 北京: 光明日报出版社. 1988. ISBN 7-80014-141-1.